# Северо-Восточная Фрисландия
Северо-Восточная Фрисландия (нидерл. Noordoost-Friesland, з.-фриз. Noardeast-Fryslân, также «Юго-западная Фризия») — община в провинции Фрисландия (Нидерланды).

## История
Община была образована 1 января 2019 года путём объединение трёх общин: Донгерадел, Коллюмерланд-эн-Ньивкрёйсланд и Фервердерадел.

## География
Территория общины занимает 516,45 км², из которых 377,83 км² — суша и 138,62 км² — водная поверхность. На 1 августа 2020 года в общине проживало 45 433 человека.